# Carangola
Carangola é um município brasileiro no interior do estado de Minas Gerais, Região Sudeste do país. Ocupa uma área de 353,404 km² e sua população em 2022 foi recenseada em 31 240 habitantes. O município é cortado pelas rodovias BR-482, MG-111 e MG-265 e  está a 357 km de Belo Horizonte.

## Geografia

### Localização

Carangola, 1934. Arquivo Nacional.

De acordo com a divisão regional vigente desde 2017, instituída pelo IBGE, o município pertence às Regiões Geográficas Intermediária de Juiz de Fora e Imediata de Carangola. Até então, com a vigência das divisões em microrregiões e mesorregiões, fazia parte da microrregião de Muriaé, que por sua vez estava incluída na mesorregião da Zona da Mata.

## Enchentes
A cidade vem sofrendo com as constantes enchentes (transbordamentos) do Rio Carangola que corta a área urbanizada, em forma de vale, onde se localiza o comércio e onde se concentra a mancha habitacional urbana. O assoreamento dos cursos d´àgua, o desmatamento das margens e a falta de tratamento de adequado dos dejetos, a poluição, associadas as fortes chuvas do período mais quentes do ano são as principais causas das enchentes.
Em janeiro de 2020 o município foi atingido por uma enchente que atingiu um nível recorde, superando a de 1985, que até então havia sido a maior dos últimos tempos. Em 1985, o Rio Carangola subiu seis metros acima do nível normal, atingindo 3,80 metros acima das pontes centrais da cidade. Na época, quatro mortes foram contabilizadas e mais de 2.500 famílias ficaram desabrigadas.

## Filhos ilustres
- Lista de carangolenses notórios